# Zsurzs Éva
Zsurzs Éva (születési neve: Steinhercz Éva) (Budapest, 1925. szeptember 29. – Budapest, 1997. szeptember 6.), Kossuth- és Jászai Mari-díjas magyar filmrendező, érdemes és kiváló művész. Elsősorban irodalmi filmadaptációival aratott sikereket. A Magyar Televíziónak alapításától tagja volt. Kisebbik lánya Zsurzs Kati színésznő.

## Élete
Székely Antal (Steinhercz Tóbiás, 1895–1960) és Karikás Emma gyermekeként született Budapesten. Fiatalkorában Csepelen lakott, a csepeli Munkásotthonban lépett fel a Csepel Művek munkás színjátszókörének keretében, ahol együtt játszott Suka Sándorral, Donát Lilivel és Baksa-Soós Lászlóval.
1950-ben került a Magyar Rádióhoz, az akkor létesült Stúdió osztályra, ahol olyan rendezők mellett sajátította el a szakmai ismereteket, mint Cserés Miklós dr., Horváth Tibor, Ispánki János, Képessy József, Lányi Andor, László Endre, Molnár Mihály, Németh Adél, Rácz György, Török Tamás. Sokat tanult a műsorban közreműködő külső személyektől is (Apáthi Imre, Dienes Ferenc, Szász Károly, Várkonyi Zoltán).
A Magyar Rádióban a kéthetenként adásba menő „Művészest” című egyórás adásának egyik rendezője volt; az adásokat többek között Halda Alíz, Lehel Judit, Gonda Mária, Kékvölgyi Vilmos, Éger Zsuzsa szerkesztették.
1957-ben alakult meg az MTV, és akkor „átigazolt”; első munkája egy Várkonyi Zoltánnal készített tévéjáték volt.
1962-ben nemzetközi sikert is elért: a Romain Gary kisregénye alapján rendezett Nő a barakkban című filmje, melynek Palotai Boris volt a forgatókönyvírója, a monte-carlói filmfesztiválon Arany Nimfa-díjat kapott. Legsikeresebb tévéjátéka A fekete város, A koppányi aga testamentuma, valamint Szabó Magda regényének folytatásos sorozata, az Abigél.
A Magyar Televízió főrendezője és a Művészeti Szakszervezetek Szövetségének alelnöke volt.
Utolsó filmje az 1993-ban készült A csikós.
Tevékenységét 1966-ban SZOT-díjjal, 1970-ben Érdemes művész díjjal, 1973-ban Kossuth-díjjal jutalmazták.
Csaknem 72 éves korában, 1997-ben Budapesten hunyt el.

## Rendezései

### Tévéfilmek
- Aranyfácán (1959)
- Brávó, emberke (1959)
- Vitézek és hősök (1959)
- Nő a barakkban (1960)
- Zsuzsi (1960)
- Urak és emberek (1961)
- A felhők fölött mindig süt a nap (1962)
- A házasságok a földön köttetnek (1962)
- Az Epeios-akció (1962)
- Élektra (1962)
- Ne éljek, ha nem igaz (1962)
- Férjhez menni tilos! (1963)
- Kreutzer szonáta (1963)
- Egy pár papucs (1964)
- A helység kalapácsa (1965)
- Kristóf, a magánzó (1965)
- Barbárok (1966)
- Othello Gyulaházán (1966)
- Vidám vasárnap (1966)
- A koppányi aga testamentuma (1967)
- Mondd a neved (1967)
- Úton (1967)
- Irány Mexikó! (1968)
- Legenda a páncélvonatról (1968)
- Sárga rózsa (1968)
- A revizor (1969)
- Só Mihály kalandjai (1969)
- Danaida (1970)
- Üvegkalitka (1970)
- Pályakorrekció (1971)
- Vargabetű (1971)
- Öt férfi komoly szándékkal (1972)
- A törökfejes kopja (1973)
- Csalódások (1973)
- A méla Tempefői (1975)
- Daruszegi vasárnapok (1975)
- Őszi versenyek (1975)
- Csongor és Tünde (1976)
- Fent a Spitzbergáknál (1978)
- Csupajóvár (1980)
- A Filozófus (1981)
- Glória (1982)
- Leányvásár (1982)
- Egy lócsiszár virágvasárnapja (1983)
- Rómeó, Júlia és a sötétség (1985)
- Csongor és Tünde 1–2. (1986)
- Kreutzer szonáta (1987)
- A Csikós (1993)

### Tévésorozatok
- Példázat 1–5. (1964–1965)
- A fekete város 1–7. (1971)
- Zrínyi 1–3. (1973)
- Felelet 1–8. (1974)
- Beszterce ostroma 1–3. (1976)
- Abigél 1–4. (1978)
- A névtelen vár 1–6. (1981)
- Különös házasság 1–4. (1984)
- A falu jegyzője 1–4. (1985)
- Família Kft. (1991)

## Díjai, elismerései[7]
- Jászai Mari-díj (1963)
- SZOT-díj (1966)
- Érdemes művész (1970)
- Kossuth-díj (1973)
- Kiváló művész (1983)
- Erzsébet-díj (1987)
- A Magyar Televízió nívódíja (1995)